# Ribes erythrocarpum
Ribes erythrocarpum är en ripsväxtart som beskrevs av Frederick Vernon Coville och Leiberg. Ribes erythrocarpum ingår i släktet ripsar, och familjen ripsväxter. Inga underarter finns listade i Catalogue of Life.